# Nombre de Fresnel

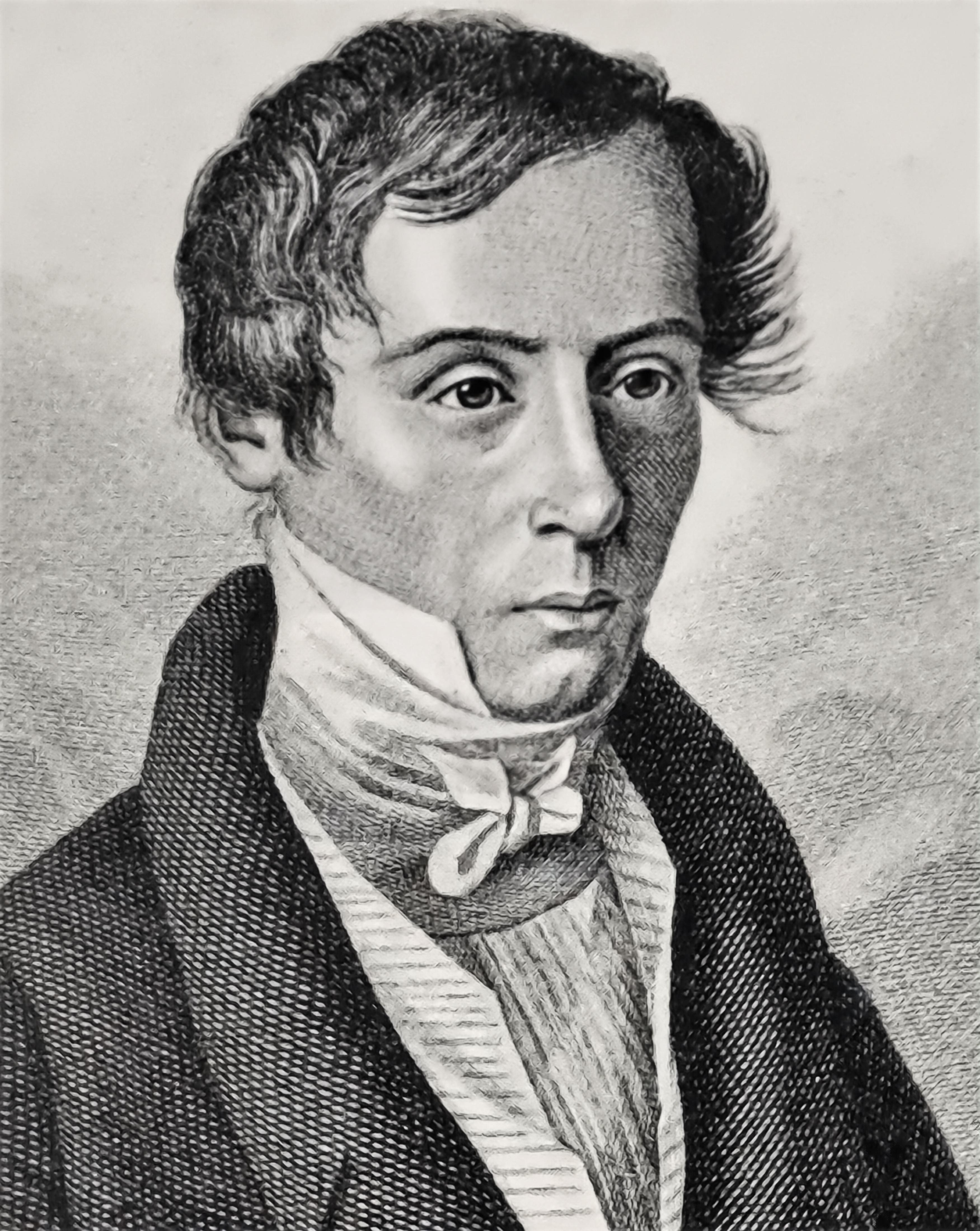
Retrat d'Augustin-Jean Fresnel.

El nombre de Fresnel F, que duu el nom del físic Augustin-Jean Fresnel, és un nombre adimensional que s'utilitza en òptica, en particular en l'estudi de la difracció de les ones electromagnètiques.
Per a una ona electromagnètica que travessa una obertura i impacta sobre una pantalla, el nombre de Fresnel F es defineix com:
{\displaystyle F={\frac {a^{2}}{L\lambda }}}
On λ és la longitud d'ona, a és la grandària (per exemple el radi) de l'obertura, i L és la distància des de l'obertura fins a la pantalla.
Depenent del valor de F, la difracció pot ser de dos tipus (o casos) especials:
- Difracció de Fraunhofer per a {\displaystyle F\ll 1}
- Difracció de Fresnel per a {\displaystyle F\gtrsim 1}